# Nigroboletus
Nigroboletus is een monotypisch geslacht van schimmels behorend tot de familie Boletaceae. Volgens de Index Fungorum bestaat het geslacht uitsluitend uit de soort Nigroboletus roseonigrescens. Deze soort is waargenomen op klei grond ine en gemengd bos in Guangdong (China).